# 坎普斯 (米尼奥河畔维埃拉)
坎普斯（葡萄牙語：Campos）是葡萄牙布拉加区米尼奥河畔维埃拉的一个堂区。总面积13.13平方公里，总人口240人，人口密度18.3人/平方公里。